# Donald Laycock
Donald Laycock (1936-1988) fue un lingüista y antropólogo australiano. Se le recuerda sobre todo por su trabajo sobre las lenguas de Papúa Nueva Guinea.

## Biografía
Se graduó en la Universidad de Newcastle de Nueva Gales del Sur en Australia, y posteriormente trabajó como investigador en la Universidad de Adelaida en antropología. Realizó su doctorado en la Universidad Nacional de Australia en lingüística y se convirtió en una de las principales autoridades en las lenguas de Papúa Nueva Guinea.
Realizó varios estudios pioneros sobre las lenguas de la región del río Sepik de Nueva Guinea. El primero de ellos, su investigación de doctorado bajo la supervisión de Stephen Wurm, se publicó con el título The Ndu languages (1965), y estableció la relación filogenética de este grupo de lenguas estrechamente emparentadas. En estudios posteriores, Laycock descubrió que las lenguas ndu formaban parte de una familia lingüística más amplia que se extendía por el valle medio y superior del río Sepik (el "subfilo del Sepik"), y en 1973 propuso que estas lenguas formaban parte de un filo Sepik-Ramu. Este fue el consenso general en el mundo lingüístico durante más de 30 años. Si bien los trabajos más recientes de William A. Foley y Malcolm Ross han puesto en duda la existencia de un vínculo entre las Lenguas Ramu-bajo Sepik y las lenguas del Sepik, el "subfilo Sepik" parece establecido como un grupo genuino.
Laycock también identificó por primera vez los grupos lingüísticos Torricelli (1968) y Piawi. Publicó numerosos trabajos de lingüística y antropología.
Sus colegas autores de Skeptical (David Vernon, el Dr. Colin Groves y Simon Brown) lo describieron como un "hombre del Renacimiento" del siglo XX, ya que sus intereses eran muy variados, desde las lenguas melanesias, hasta la channelling, las cartas del Tarot y las canciones soeces.
Fue miembro de la Academia Australiana de Humanidades (FAHA), vicepresidente de la Sociedad Lingüística Australiana (ALS) y miembro de Mensa. Miembro entusiasta de los escépticos australianos, entretuvo a mucha gente en las convenciones de escépticos con sus demostraciones de glosolalia y entrada en trance. Después de su muerte, el meticuloso trabajo de Laycock sobre el Enochian 'lenguaje' (que supuestamente fue canalizado a un asociado del místico isabelino John Dee) fue convertido por un colega en uno de los pocos clásicos de la lingüística escéptica.
Murió, tras una corta enfermedad, en Canberra, el 27 de diciembre de 1988.

## Obras seleccionadas
- The Ndu language family (Sepik District, New Guinea). Pacific Linguistics C-1. Canberra: Pacific Linguistics, 1965. doi 10.15144/PL-C1
- "Languages of the Lumi subdistrict (West Sepik district), New Guinea." Oceanic Linguistics 7: 36–66. 1968.
- Sepik languages - checklist and preliminary classification. Pacific Linguistics B-25. Canberra, 1973. doi 10.15144/PL-B25
- (with John Z'graggen) "The Sepik–Ramu phylum." In: Stephen A. Wurm, ed. Papuan languages and the New Guinea linguistic scene: New Guinea area languages and language study 1. Pacific Linguistics C-38. 731–763. Canberra, 1975. doi 10.15144/PL-C38.731
- The Complete Enochian Dictionary: A Dictionary of the Angelic Language as Revealed to Dr. John Dee and Edward Kelley, London: Askin Publishers. 1978.
- The Best Bawdry, Angus & Robertson, Sídney, 1982.
- The World's Best Dirty Songs, Angus & Robertson, North Ryde, 1987, ISBN 0-207-15408-2.
- (with Alice Buffet) Speak Norfuk Today, Norfolk Island, 1988.
- Skeptical Eds. Don Laycock, David Vernon, Colin Groves, Simon Brown, Canberra Skeptics, 1989, ISBN 0-7316-5794-2.
- A Dictionary of Buin, a language of Bougainville, ed. Masayuki Onishi (Pacific Linguistics 537, 2003). ISBN 0-85883-511-8. (published posthumously)